# Gymnázium Havlíčkův Brod
Gymnázium Havlíčkův Brod je všeobecné gymnázium ve městě Havlíčkův Brod, nejstarší ze současných čtyř středních škol ve městě. Gymnázium bylo založeno roku 1735 za pomoci finanční dotace Kateřiny Barbory Kobzinové a městského úřadu tehdejšího Německého Brodu.
K roku 2018 bylo na škole 8 tříd osmiletého studia a 8 tříd čtyřletého studia, úspěšnost studentů v přijetí na vysoké školy byla v roce 2016 93,55 %.

## Založení školy
Založení školy předcházel život její donátorky Kateřiny Barbory Kobzinové, která po svých dvou manželech získala značný majetek a ve své závěti odkázala velké množství peněz na založení vyššího studia v tehdejším Německém Brodě (příjmení Kobzinová měla od svého druhého manžela T. A. Kobziny, který se během svého života díky majetku a pozemkům stal městským rychtářem). Po jeho smrti veškeré majetky připadly Kateřině Barboře Kobzinové, která ještě v roce smrti svého manžela sepsala závěť. V ní odkázala část peněz svým dětem, ale zároveň vyhradila sumu 800 zlatých rýnských na zakoupení místa a zaplacení učitelů. Zároveň v závěti uložila městu Německý Brod povinnost tuto závěť vykonat. Založení gymnázia v Německém Brodu se podařilo až pět let po její smrti 17. srpna 1735 s povolením císaře Karla VI. Nové gymnázium pak bylo oficiálně otevřeno 4. listopadu 1735.

## Historie gymnázia
Prvních šest let svého působení fungovali studenti a učitelé v dřevěném domku poblíž otevřené stoky. V prvním roce nastoupilo 50 studentů a 3 učitelé, každý z nich placený 60 zlatými a šesti sudy piva ročně.
Roku 1741 se gymnázium přestěhovalo do dřívějšího pivovarského stavení poblíž kláštera augustiniánů. Tuto stavbu dostali augustiniáni od města pod podmínkou, že budou školu financovat ze svých příjmů. Téhož roku pak město rozšířilo pozemek gymnázia o sousední dům a darem dostalo gymnázium i přilehlou zahradu. Roku 1757 vypukl požár, při němž shořela střecha gymnázia, jež byla vzápětí opravena.
V roce 1762 se stal studentem gymnázia také Josef Dobrovský. 
Do roku 1773 bylo učení augustiniánů věnováno převážně výuce latiny, což se změnilo v roce 1773, kdy se zrušením řádu jezuitů stát vytvořil školám učební plán. V prvních dvou třídách gymnázia se namísto výuky latiny učila němčina a přikládal se větší důraz na matematiku, dějepis a zeměpis.
Další změna pro německobrodské gymnázium nastala v období spoluvlády Marie Terezie a Josefa II. Z jejich nařízení bylo kromě 14 středních škol povinné pro všechny ostatní školy buďto zaniknout nebo se změnit na hlavní školu, tedy na dnešní základní školu. Tímto nařízením došlo k přerušení existence gymnázia po jeho 43leté funkčnosti. Až roku 1802 bylo původní nařízení o středních školách zrušeno císařem Františkem II., ale za podmínek, že na škole bude působit minimálně pět profesorů a tomu budou odpovídat finance obnovených škol. Gymnázium v Německém Brodě se muselo obrátit na premonstrátského opata v Želivě Zikmunda Hemerka, protože augustiniáni již nebyli schopni poskytnout takové množství profesorů. Ke znovuobnovení gymnázia a nástupu premonstrátů došlo 7. října 1807.
Dalším milníkem v existenci gymnázia bylo jeho přemístění z dosavadní budovy kláštera, která před přestěhováním sloužila jako klášter augustiniánům. K přestěhování došlo v roce 1815.
V revolučním roce 1848 došlo ke změně formátu gymnázia. Z původní šestitřídní školy vznikla osmitřídní, která se dělila na vyšší a nižší stupeň. Velmi záhy, rok po této změně, došlo k nařízení, že gymnázium v Německém Brodu bude pouze nižšího stupně, z důvodu nedostatku financí daných státem, a zároveň nebylo možno se vrátit k původní podobě. To se opět změnilo po 13 letech, kdy bylo ministerstvem povoleno změnit podobu školy na osmitřídní.
V roce 1854 došlo k proměně výuky na gymnáziu a vedle vyučujících premonstrátů nastoupili i první světští učitelé. K roku 1871 odešel poslední ředitel školy, který byl dosazen opatem, a právo jmenovat ředitele přešlo na městské zastupitelstvo.
6. února 1885 škola přestala být ve správě želivských premonstrátů a převzal ji do rukou stát. Tato jednání trvala již od roku 1842, kdy byla poprvé poslána žádost císaři. Premonstráti dostali vyplaceny peníze za školní pozemky stejně jako byli zbaveni povinnosti se o školu starat a tato povinnost připadla městu Německý Brod.
Po předání a několika letech fungování gymnázia došlo k nárůstu studentů a místnosti v průběhu let přestaly vyhovovat vhodným podmínkám pro výuku. S finanční a pracovní pomocí státu byla na ploše klášterní zahrady vystavěna nová budova gymnázia (dnes ZŠ Štáflova) v roce 1908.
Se zánikem Rakouska-Uherska došlo ke změně. Se vznikem Československa došlo v roce 1919 k revizi látky, která se probírala ve škole, s důrazem na československou kulturu, více hodin získaly přírodní vědy a došlo k úpravám v dějepise a občanské nauce. Naopak se snížil počet věnovaný výuce náboženství a zároveň přestala být povinná účast na církevních obřadech, zůstala jen dobrovolná. K roku 1926 byla zavedena němčina jako povinný jazyk.
Od roku 1920 došlo ke snahám, aby se gymnázium stalo reálným. K zakončení proměny na reálné gymnázium došlo v roce 1925 se zakončením studia poslední třídy klasického gymnázia. V rámci oslav českých osobností, a tedy i velikánů Německého Brodu, došlo ke změně názvu gymnázia na Státní československé reálné gymnázium Karla Havlíčka Borovského.
Po převratu v roce 1948 došlo k proměně gymnázia na čtyřleté vyšší a samotný název gymnázium byl odstraněn. Novým pojmenováním byla Jedenáctiletá střední škola, v roce 1960 byl název Střední všeobecná vzdělávací škola a ZDŠ V Sadech. O tři roky později pak došlo k odloučení Střední všeobecné vzdělávací školy od ZDŠ V Sadech a  budova byla poskytnuta pro potřeby střední školy. V uvolněné době konce 60. let dostala škola název Gymnázium Karla Havlíčka Borovského, v letech normalizace pak byla škola pojmenována po levicovém radikálu z první polovice 20. století Vratislavu Šantrochovi..
Pro nedostatek místa a vhodnosti některých prostor došlo k velké přestavbě v roce 1982.

## Významné osobnosti gymnázia
- Karel Havlíček Borovský (1821–1856)
- Josef Dobrovský (1753–1829)
- Václav Klofáč (1868–1942)
- Jaromír Rubeš (1918–2000)
- Bedřich Smetana (1824–1884)
- Bohumil Vít Tajovský (1912–1999)
- Jan Zrzavý (1890–1977)